# Bredvingeantennmal
Bredvingeantennmal (Nematopogon metaxellus) är en fjärilsart som först beskrevs av Jacob Hübner 1813.  Bredvingad antennmal ingår i släktet Nematopogon, och familjen antennmalar. Arten är reproducerande i Sverige.